# ماريا وعسو (فلم)
ماريا وعسو فيلم مغربي بإنتاج مشترك مع بعض القنوات الإسبانية، من إخراج سيلفيا كير واشترك فيه مجموعة من الممثلين من الضفتين حاولوا فيه مقاربة مشاكل المهاجرين المغاربة بإسبانيا والتنافر وصعوبة التعايش اللذان يلقيانه هناك.

## الحبكة
الفيلم يحكي قصة حب بين ماريا وعسو أثناء الدارسة بإسبانيا، ورغم اختلاف ثقافتهما كانت زيجتهما ناجحة أنجبا فيها طفلين جميلين ربوهما على أسس الإسلام والمسيحية دون اختلاف يذكر، إلا أن حادثة وفاة عسو عن طريق إحدى العصابات النازية في طريق عودته من المخبزة التي يعمل فيها، دمر سعادة العائلة. ليبدأ سعي ماريا التي أصبح الحزن ملازما لها إلى البحث عن إنصاف زوجها ومحاولة السماح للسلطات بدفنه ببلده المغرب كما أوصاها قبل موته، لكن جهودها فشلت لتصبح القضية قضية رأي عام تبناها ودافع عنها كل المهاجرين بإسبانيا.

## روابط خارجية
- ماريا وعسو على موقع IMDb (الإنجليزية)
- ماريا وعسو على موقع ألو سيني (الفرنسية)
- ماريا وعسو على موقع كينوبويسك (الروسية)